# Muhkam och Mutashabih

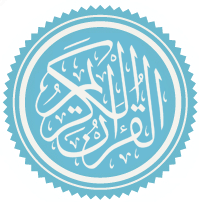
Koranen på arabiska.

Muhkam och Mutashabih (arabiska: محکم و متشابه) är arabiska ord som används i Koranen. Muhkam kan översättas som "bestämd" och "entydig", och mutashabih som "metaforisk" och "mångtydig". Ett av de viktigaste ämnena som studeras inom området koranvetenskap är de mångtydiga verserna (mutashabihat), i motsats till de entydiga verserna (muhkamat) som är fasta och permanenta snarare än föremål för förändring. Lärda inom olika islamiska skolor har presenterat olika tolkningar gällande mångtydiga och entydiga versers betydelse och filosofi.

## I Koranen
"Det är Han som har uppenbarat för dig denna Skrift, där det finns fast och klart formulerade (muhkam) budskap - de utgör dess kärna - och andra som är framställda i bilder (mutashabih). Men de vilkas hjärtan har farit vilse går efter sådant i Skriften som har framställts i bild, när de försöker så split och förvirring genom [godtycklig] tolkning av dess innersta mening - dess innersta mening känner ingen utom Gud. - De vilkas kunskap är fast och djupt rotad säger: "Vi tror på denna [Skrift]; allt är från vår Herre." Men ingen ägnar eftertanke åt [och tar varning av] detta utom de som har förstånd." [3:7]